# Folhadosa
Folhadosa is een plaats (freguesia) in de Portugese gemeente Seia en telt 429 inwoners (2001).